# André Kamperveen
Rudi André Kamperveen (Paramaribo, 27 settembre 1924 – Paramaribo, 8 dicembre 1982) è stato un calciatore, dirigente sportivo e politico surinamese.

## Carriera
Durante la sua carriera di calciatore, il centravanti rappresenta la nazionale di calcio del Suriname, la sua squadra di capitano, negli anni '40, in cui gioca in Brasile, a favore del Paysandu Sport Club, e nei Paesi Bassi. È il primo giocatore del Suriname a giocare professionalmente nei Paesi Bassi, con il club HFC Haarlem.
Dopo la sua carriera da giocatore, divenne ministro dello sport del Suriname. Ha partecipato alla creazione della Caribbean Football Union nel 1978 ed è stato scelto come primo presidente del sindacato. È anche vice-presidente della FIFA.
Si è anche avventurato nella politica del suo paese perché, dopo il colpo di Stato dei sergenti del febbraio 1980, era il segretario stampa dei leader del colpo di Stato. Un mese dopo, è stato vice ministro dello sport, e un anno dopo è stato nominato ministro della gioventù, dello sport e della cultura.
Kamperveen si è dimesso dal suo incarico di ministro, unendosi al pacifico movimento di protesta contro la dittatura. L'8 dicembre 1982 fu arrestato dai soldati del Dési Bouterse e trasferito a Fort Zeelandia dove fu gravemente maltrattato e torturato. Fu persino costretto a leggere una falsa notizia radiofonica che ammetteva la sua presunta partecipazione a un tentativo di colpo di Stato, per essere ucciso successivamente insieme ad altre 14 vittime. I suoi resti hanno lasciato testimonianze di ferite alla mascella, fratture del femore e 18 fori di proiettili nel torace. I suoi funerali si sono svolti il giorno successivo e hanno attirato migliaia di persone.
Viene inserito nella CONCACAF Hall of Fame. Lo stadio André Kamperveen è intitolato in suo onore. Fu fondatore di Radio ABC in Suriname.

## Palmarès

### Allenatore

#### Competizioni nazionali
- Campionato surinamense: 1

Transvaal: 1962